# Johannes Fredericus van Hengel

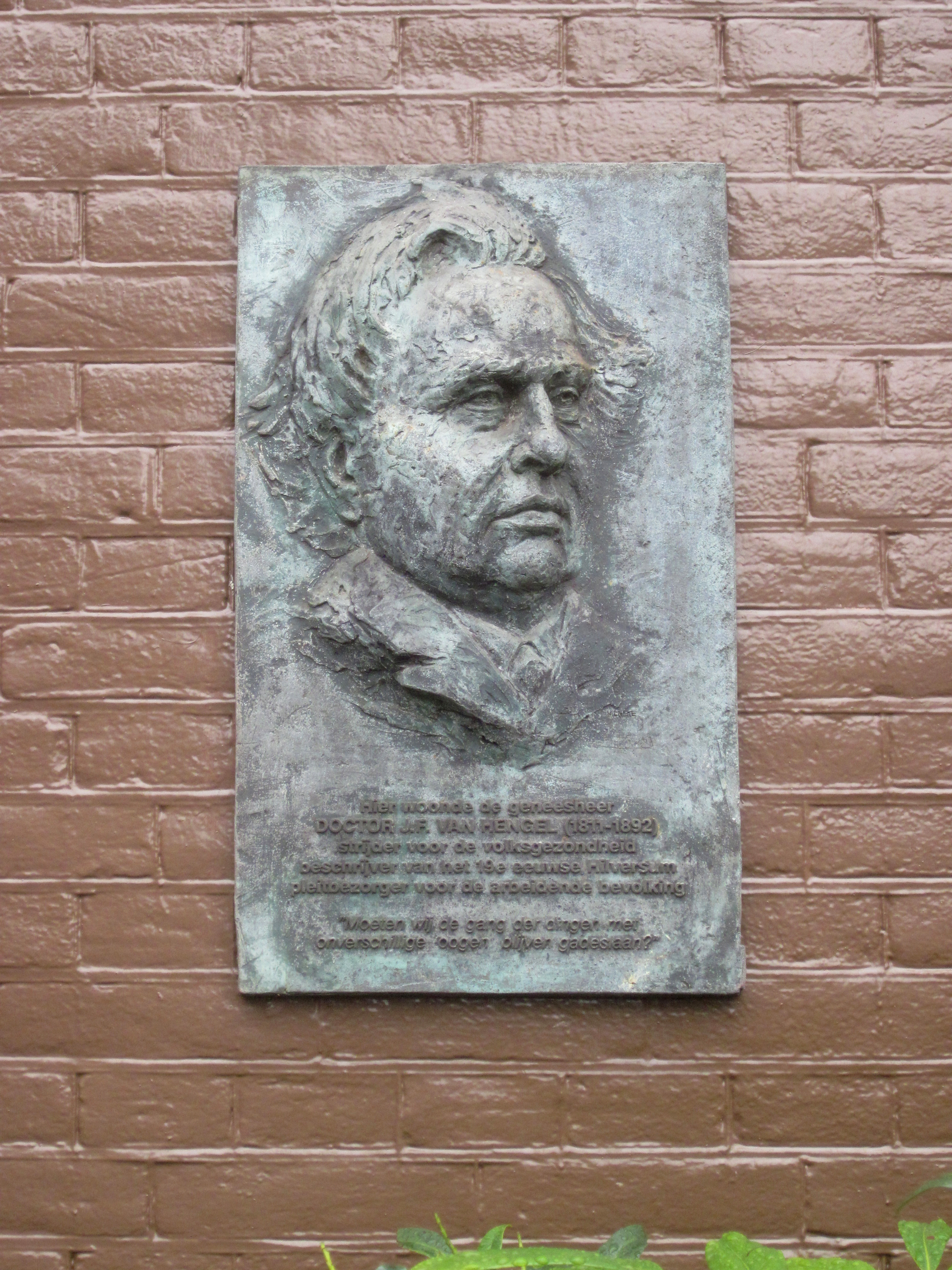
Reliëf van Johannes Fredericus van Hengel aan de Kerkbrink 18 te Hilversum

Jo(h)annes Fredericus (Jan) van Hengel (Grootebroek, 6 maart 1811 - Hilversum, 18 april 1892) was een Nederlandse arts.

## Medicus
Van Hengel was afgestudeerd en gepromoveerd aan de medische faculteit van de Leidse Universiteit en vestigde zich in 1838 als verloskundige in Hilversum. Hij schrok zo van de slechte leefomstandigheden en het gebrek aan hygiëne, dat hij eigenlijk er niet wilde wonen. Zijn professor maakte hem duidelijk dat hij er dus veel goed werk kon verrichten. Hij had een drukke praktijk maar besteedde ook veel tijd aan het schrijven van medische artikelen over het voorkomen van ziekten in het Tijdschrift voor Gezondheidsleer en in de Schat der Gezondheid. Hij regelde ook gratis voedselverdeling en inentingen tegen pokken. In 1875 stelde hij de Geneeskundige plaatsbeschrijving in Gooiland samen.
In 1877 was hij betrokken bij een wisseltruc die pas in 2005 werd ontdekt. In het belang van schedelonderzoek had hij drie schedels uit graven op Urk ontvreemd en doorgespeeld aan hoogleraar Pieter Harting (1812-1885) van de Universiteit van Utrecht. Pas op 5 juni 2010 zijn de schedels weer naar Urk gegaan, waar zij op 20 juli werden herbegraven.

## Persoonlijk
Van Hengel was een kind van predikant en theoloog Wessel Albertus van Hengel (1779-1871) en Anna Maria Hupé (1783-1859) uit Amsterdam. Zijn vader was predikant te Grootebroek tussen 1810 en 1815, daarna hoogleraar aan het Atheneum van Franeker en het Atheneum van Amsterdam. Zijn ouders hadden tien kinderen, van wie er vijf nog in leven waren toen de ouders overleden.
Van Hengel trouwde in 1840 te Leiden met Henderica Peerlkamp (1811-1874) uit Dokkum en kreeg met haar zes kinderen. Hij overleed op in 1892 op 81-jarige leeftijd.

## Postuum
Aan het pand Kerkbrink 18 in Hilversum hangt een reliëf van de arts Johannes Fredericus van Hengel. Ook is in Hilversum een straat naar hem vernoemd, de Van Hengellaan.